# Saint-Pierre-les-Étieux
Saint-Pierre-les-Étieux est une commune française, située dans le département du Cher en région Centre-Val de Loire.

## Géographie

### Description
Le territoire de la commune s'étend sur les deux coteaux de la vallée de Germigny.

### Localisation
Les communes limitrophes sont  Arpheuilles, Charenton-du-Cher, Colombiers, Coust et Saint-Amand-Montrond.

### Hydrographie
La commune est drainée par la Marmande, un sous-affluent de la Loire par le Cher.
Le Canal de Berry la traverse également.

### Climat
Pour des articles plus généraux, voir Climat du Centre-Val de Loire et Climat du Cher.
En 2010, le climat de la commune est de type climat océanique dégradé des plaines du Centre et du Nord, selon une étude du CNRS s'appuyant sur une série de données couvrant la période 1971-2000. En 2020, Météo-France publie une typologie des climats de la France métropolitaine dans laquelle la commune est exposée à un climat océanique altéré et est dans la région climatique Ouest et nord-ouest du Massif Central, caractérisée par une pluviométrie annuelle de 900 à 1 500 mm, maximale en automne et en hiver.
Pour la période 1971-2000, la température annuelle moyenne est de 11,6 °C, avec une amplitude thermique annuelle de 15,8 °C. Le cumul annuel moyen de précipitations est de 763 mm, avec 10,5 jours de précipitations en janvier et 7,2 jours en juillet. Pour la période 1991-2020, la température moyenne annuelle observée sur la station météorologique la plus proche, située sur la commune d'Orval à 9 km à vol d'oiseau, est de 12,3 °C et le cumul annuel moyen de précipitations est de 757,1 mm,. Pour l'avenir, les paramètres climatiques de la commune estimés pour 2050 selon différents scénarios d'émission de gaz à effet de serre sont consultables sur un site dédié publié par Météo-France en novembre 2022.

## Urbanisme

### Typologie
Au 1er janvier 2024, Saint-Pierre-les-Étieux est catégorisée commune rurale à habitat dispersé, selon la nouvelle grille communale de densité à 7 niveaux définie par l'Insee en 2022.
Elle est située hors unité urbaine. Par ailleurs la commune fait partie de l'aire d'attraction de Saint-Amand-Montrond, dont elle est une commune de la couronne,. Cette aire, qui regroupe 36 communes, est catégorisée dans les aires de moins de 50 000 habitants,.

### Occupation des sols

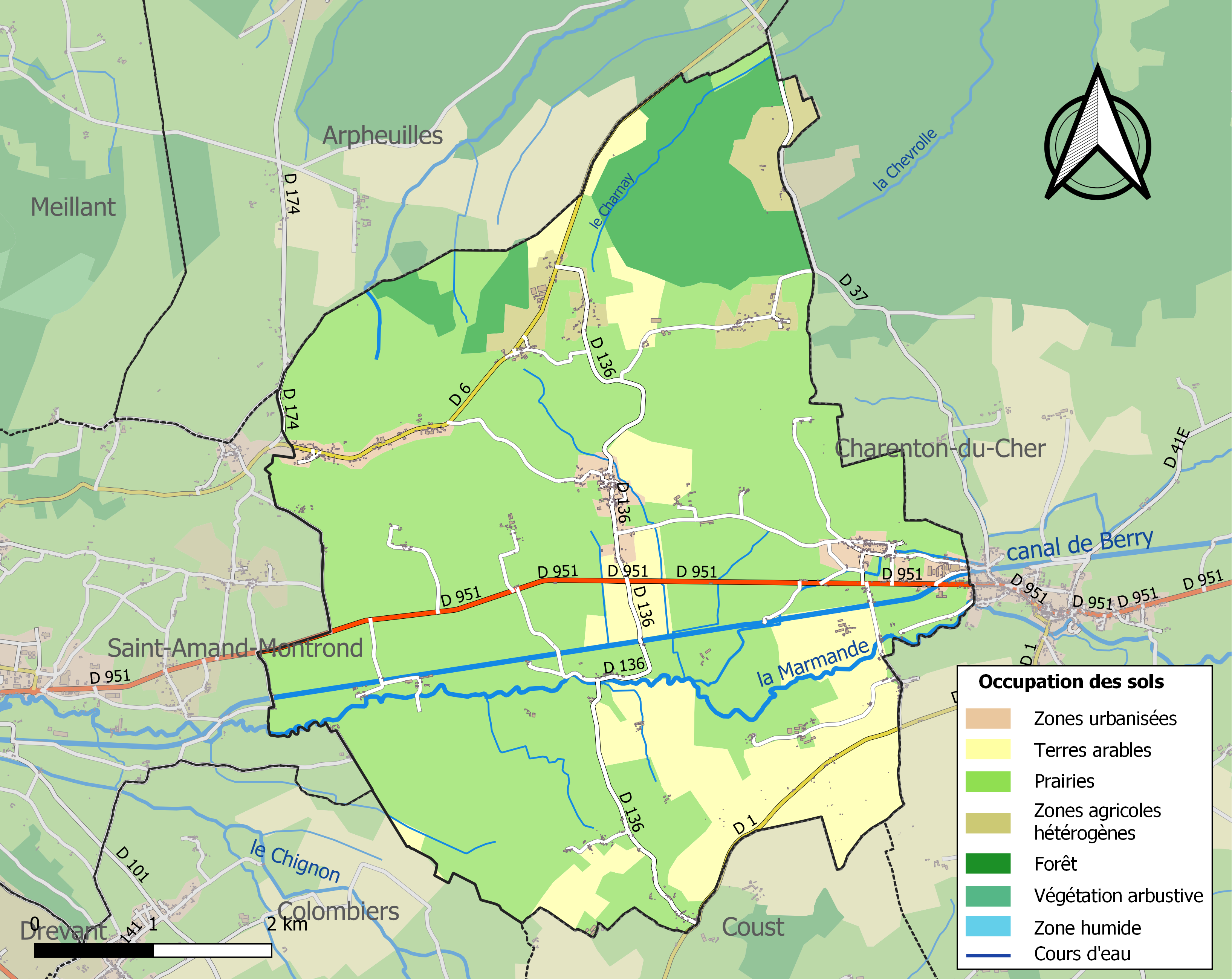
Carte des infrastructures et de l'occupation des sols de la commune en 2018 (CLC).

L'occupation des sols de la commune, telle qu'elle ressort de la base de données européenne d’occupation biophysique des sols Corine Land Cover (CLC), est marquée par l'importance des territoires agricoles (87,7 % en 2018), en diminution par rapport à 1990 (88,7 %). La répartition détaillée en 2018 est la suivante : 
prairies (67,7 %), terres arables (16,3 %), forêts (9,4 %), zones agricoles hétérogènes (3,7 %), zones urbanisées (2,8 %).
L'évolution de l’occupation des sols de la commune et de ses infrastructures peut être observée sur les différentes représentations cartographiques du territoire : la carte de Cassini (XVIIIe siècle), la carte d'état-major (1820-1866) et les cartes ou photos aériennes de l'IGN pour la période actuelle (1950 à aujourd'hui).

### Habitat et logement
En 2020, le nombre total de logements dans la commune était de 415, alors qu'il était de 404 en 2015 et de 403 en 2010.
Parmi ces logements, 78,7 % étaient des résidences principales, 10,6 % des résidences secondaires et 10,6 % des logements vacants. Ces logements étaient pour 98,8 % d'entre eux des maisons individuelles et pour 0,7 % des appartements.
Le tableau ci-dessous présente la typologie des logements à Saint-Pierre-les-Étieux en 2020 en comparaison avec celle du Cher et de la France entière. Une caractéristique marquante du parc de logements est ainsi une proportion de résidences secondaires et logements occasionnels (10,6 %) supérieure à celle du département (7,6 %) et à celle de la France entière (9,7 %). Concernant le statut d'occupation de ces logements, 89,6 % des habitants de la commune sont propriétaires de leur logement (90,8 % en 2015), contre 67,1 % pour le Cher et 57,5 pour la France entière.
| Typologie                                               | Saint-Pierre-les-Étieux | Cher | France entière |
| ------------------------------------------------------- | ----------------------- | ---- | -------------- |
| Résidences principales (en %)                           | 78,7                    | 79,5 | 82,1           |
| Résidences secondaires et logements occasionnels (en %) | 10,6                    | 7,6  | 9,7            |
| Logements vacants (en %)                                | 10,6                    | 12,9 | 8,2            |

### Risques naturels et technologiques
Le territoire de la commune de Saint-Pierre-les-Étieux est vulnérable à différents aléas naturels : météorologiques (tempête, orage, neige, grand froid, canicule ou sécheresse), mouvements de terrains et séisme (sismicité faible). Un site publié par le BRGM permet d'évaluer simplement et rapidement les risques d'un bien localisé soit par son adresse soit par le numéro de sa parcelle.

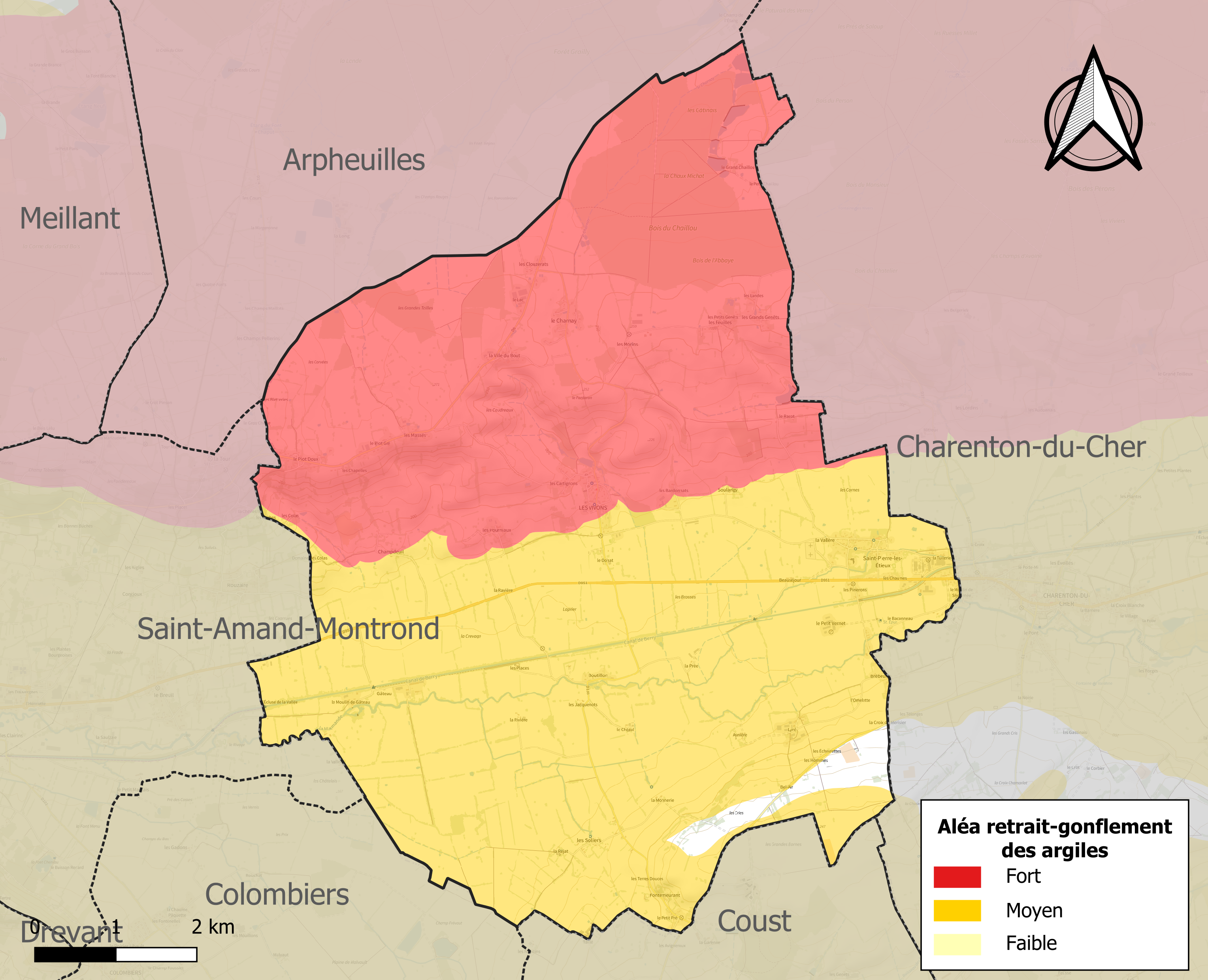
Carte des zones d'aléa retrait-gonflement des sols argileux de Saint-Pierre-les-Étieux.

La commune est vulnérable au risque de mouvements de terrains constitué principalement du retrait-gonflement des sols argileux. Cet aléa est susceptible d'engendrer des dommages importants aux bâtiments en cas d’alternance de périodes de sécheresse et de pluie. 98,3 % de la superficie communale est en aléa moyen ou fort (90 % au niveau départemental et 48,5 % au niveau national). Sur les 428 bâtiments dénombrés sur la commune en 2019, 425 sont en aléa moyen ou fort, soit 99 %, à comparer aux 83 % au niveau départemental et 54 % au niveau national. Une cartographie de l'exposition du territoire national au retrait gonflement des sols argileux est disponible sur le site du BRGM,.
Concernant les mouvements de terrains, la commune a été reconnue en état de catastrophe naturelle au titre des dommages causés par la sécheresse en 1989, 1991, 2018, 2019 et 2020 et par des mouvements de terrain en 1999.

## Toponymie
La localité a été nommée Anctus Petrus de Estellis en 1147, Saint Pierre des Exteux en 1311, Saint Pierre des esteufs en 1436, Saint Pierre des Estefus en 1568, Saint Pierre des Estieufs en 1667, Beauval pendant la Révolution française,.

## Histoire

### Antiquité
En 1999, on découvre un site gallo-romain grâce à des travaux réalisés dans la partie ouest du bourg.

### Moyen Âge
À Fontemeurant, un trésor de pièces de monnaie mérovingiennes a été découvert en 1882.
Saint-Pierre-les-Étieux comprenait un prieuré dont la nomination relevait de l'abbaye Notre-Dame de Bellavaux de Charenton. Il est rattaché à l'abbaye en 1503. En 1306, Isabelle de Culant prend la charge de ce prieuré à la mort de son titulaire Guillaume de la Châtre, archidiacre de Bourbon. En 1365, la prieure est Catherine de l'abbaye de Charenton. En 1410, c'est Jeanne de Fontenay.
Au lieu-dit les Massés se trouvait une commanderie templière.

### Temps modernes
En 1569, Nicolas de Nicolaÿ décrit dans sa Générale description du Bourbonnais la cité comme « paroisse en laquelle est la maison seigneuriale de Touzel ; et contient 238 feux. »; chastel, terre et justice de Chandeuil, Changy, vassal d'Ainay non ayant justice, sieur de Touzelle.
À Asnières, une grange servait à l'office des protestants au XVIe siècle.

### Époque contemporaine
Les activités anciennes portent sur les moulins (Basconneau), les forges de Boutillon (arrêt en 1860) et la tuilerie mécanique.
En 1941, l'église est fermée lors du départ à la retraite de son desservant, la cure est vendue, la paroisse est desservie par le curé de Charenton.

## Politique et administration

### Rattachements administratifs et électoraux

#### Rattachements administratifs
La commune se trouve depuis 1926 dans l'arrondissement de Saint-Amand-Montrond du département du Cher.
Elle faisait partie depuis 1793 du canton de Charenton-du-Cher. Dans le cadre du redécoupage cantonal de 2014 en France, cette circonscription administrative territoriale a disparu, et le canton n'est plus qu'une circonscription électorale.

#### Rattachements électoraux
Pour les élections départementales, la commune fait partie depuis 2014 du canton de Dun-sur-Auron
Pour l'élection des députés, elle fait partie de la troisième circonscription du Cher.

### Intercommunalité
Saint-Pierre-les-Étieux était membre de la communauté de communes du Berry charentonnais, un établissement public de coopération intercommunale (EPCI) à fiscalité propre créé en 1999 et auquel la commune avait transféré un certain nombre de ses compétences, dans les conditions déterminées par le code général des collectivités territoriales.
Cette intercommunalité s'est intégrée, le 1er janvier 2013, au sein de la communauté de communes Cœur de France dont est désormais membre la commune.

### Liste des maires
| Période                                  | Période                        | Identité                 | Étiquette | Qualité                                           |
| ---------------------------------------- | ------------------------------ | ------------------------ | --------- | ------------------------------------------------- |
| Les données manquantes sont à compléter. |                                |                          |           |                                                   |
|                                          |                                |                          |           |                                                   |
| 1793                                     |                                | M. Jouannin              |           |                                                   |
| 1808                                     | 1830                           | Joseph Virmaux Chevalier |           |                                                   |
| 1837                                     | 1855                           | M. Chasserat             |           |                                                   |
| 1884                                     | 1895                           | Jacques Arnoux           |           |                                                   |
|                                          |                                |                          |           |                                                   |
| mars 1983                                | mai 2020                       | Bertrand Desnoix,        |           | Retraité salarié du secteur privé                 |
| mai 2020,                                | septembre 2021                 | M. Claude Aubailly       |           | Retraité cadre technique forestier Démissionnaire |
| décembre 2021                            | En cours (au 30 novembre 2023) | Gérard Marteau           |           | Employé retraité                                  |

## Démographie
L'évolution du nombre d'habitants est connue à travers les recensements de la population effectués dans la commune depuis 1793. Pour les communes de moins de 10 000 habitants, une enquête de recensement portant sur toute la population est réalisée tous les cinq ans, les populations de référence des années intermédiaires étant quant à elles estimées par interpolation ou extrapolation. Pour la commune, le premier recensement exhaustif entrant dans le cadre du nouveau dispositif a été réalisé en 2004.

En 2022, la commune comptait 744 habitants, en évolution de +7,05 % par rapport à 2016 (Cher : −2,48 %, France hors Mayotte : +2,11 %).
| 1793  | 1800 | 1806 | 1821  | 1831  | 1836  | 1841  | 1846  | 1851  |
| ----- | ---- | ---- | ----- | ----- | ----- | ----- | ----- | ----- |
| 1 025 | 897  | 851  | 1 097 | 1 189 | 1 246 | 1 210 | 1 300 | 1 302 |

| 1856  | 1861  | 1866  | 1872  | 1876  | 1881  | 1886  | 1891  | 1896  |
| ----- | ----- | ----- | ----- | ----- | ----- | ----- | ----- | ----- |
| 1 319 | 1 275 | 1 341 | 1 268 | 1 283 | 1 331 | 1 349 | 1 439 | 1 308 |

| 1901  | 1906  | 1911  | 1921  | 1926  | 1931  | 1936 | 1946 | 1954 |
| ----- | ----- | ----- | ----- | ----- | ----- | ---- | ---- | ---- |
| 1 299 | 1 308 | 1 281 | 1 088 | 1 043 | 1 037 | 892  | 846  | 820  |

| 1962 | 1968 | 1975 | 1982 | 1990 | 1999 | 2004 | 2006 | 2009 |
| ---- | ---- | ---- | ---- | ---- | ---- | ---- | ---- | ---- |
| 882  | 833  | 692  | 636  | 759  | 791  | 758  | 728  | 735  |

| 2014 | 2019 | 2022 | - | - | - | - | - | - |
| ---- | ---- | ---- | - | - | - | - | - | - |
| 709  | 742  | 744  | - | - | - | - | - | - |

## Culture locale et patrimoine

### Lieux et monuments
- L'église Saint-Pierre, église romane du XIIe siècle, dédiée à saint Pierre. Édifiée au cours de la première moitié du XIIe siècle. Situé au sud du chœur, l'oratoire daterait du XIe siècle. Le clocher était composé d'une tour carrée divisée en 4 étages surmontée d'une longue flèche qui dominait à près de 50 mètres et qui s'est effondrée au début du XXe siècle. Une maquette reconstituant l'ensemble est visible à l'intérieur de l'église. Elle est inscrite au titre des monuments historiques depuis le 5 février 1925[28].

Le Père Éternel est une sculpture qui date du XVIe siècle. Elle est placée au-dessus du porche de l'église mais elle n'est pas visible de l'extérieur. Sur cette sculpture est représenté Dieu le Père, penché sur ses fidèles, il tient le monde dans sa main.

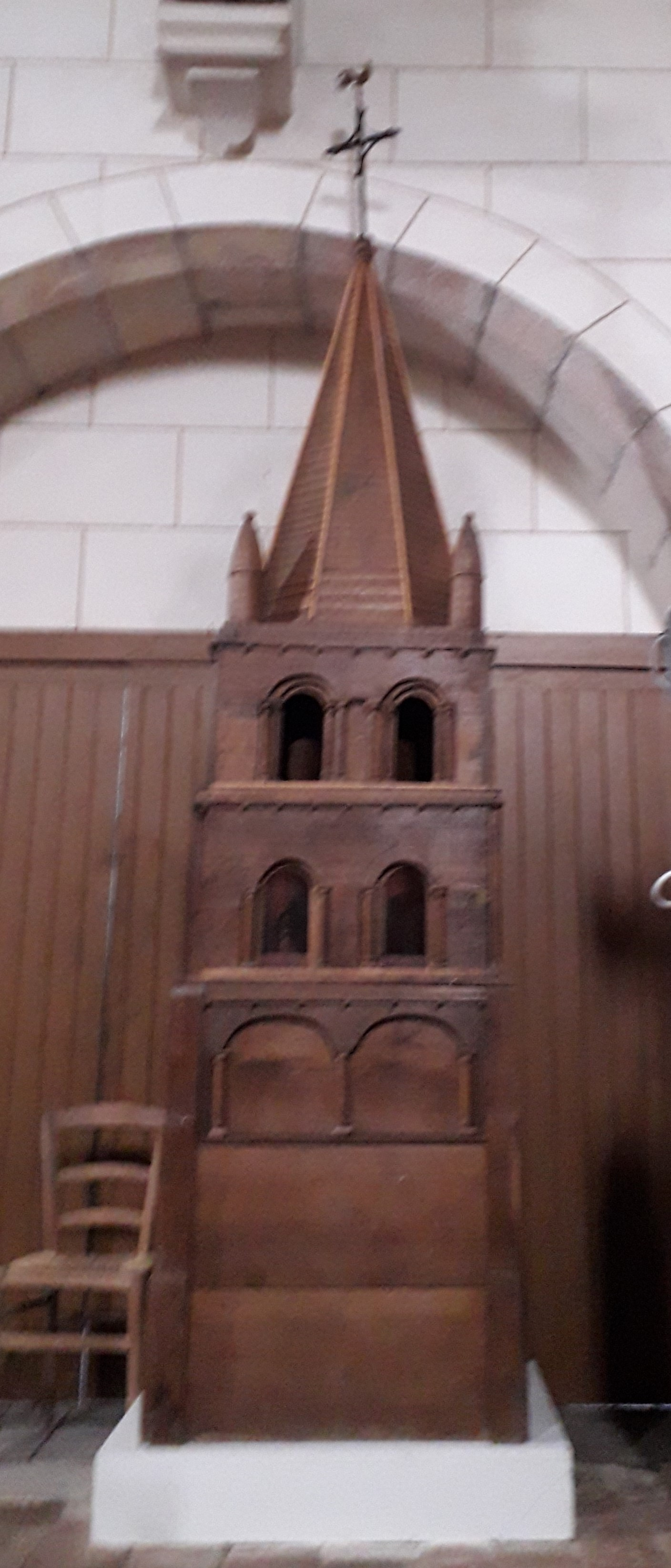
Maquette du clocher
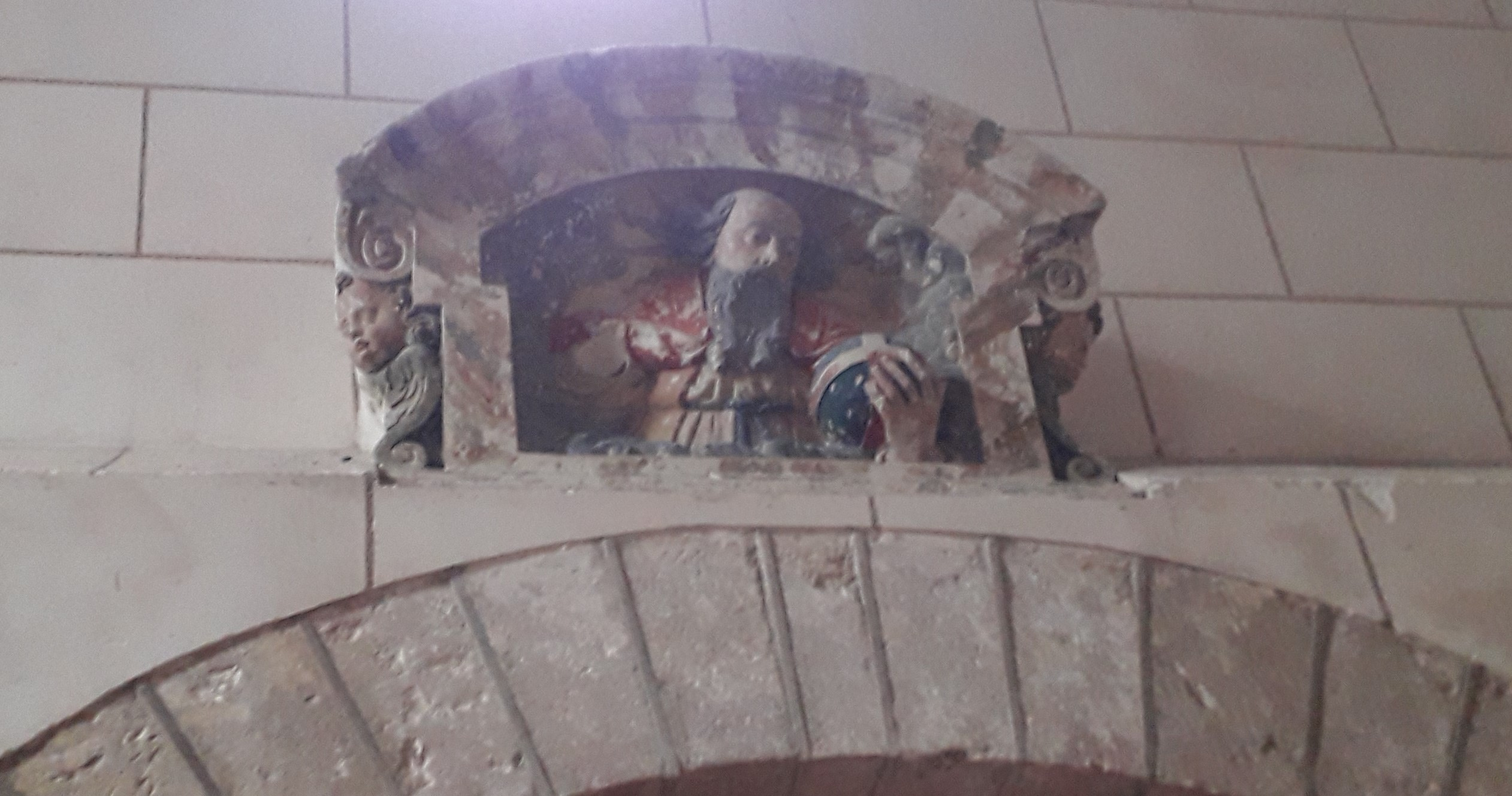
Le Père éternel

- Le Manoir, datant du XVe siècle. Le manoir fortifié d'Asnières est composé de cinq tours et notamment d'un pavillon rectangulaire flanqué de deux tours tronquées avec un rez-de-chaussée et un premier étage, une tour d'escalier, des fenêtres à meneaux croisées. Son nom vient d'un mot latin « Asinarias » qui signifie « endroit où l'on élève des ânes ». La toiture est couverte de tuile. En 1531, François de Touzelle est propriétaire du château. En 1560, les terres et la seigneurie de Touzelles sont vendues par Antoine de Touselles et Marguerite de Bridiers sa femme à Gabrielle de Fournoux, dame de compagnie de Mme de Brichanteau. En 1603, François d’Huissel, écuyer, sieur de Beauregard et de Touselles est propriétaire du château. Avec le mariage de Marie d’Huissel et Charles des Magnoux, le château entre dans cette famille en 1699 jusqu'à la Révolution. L'édifice est inscrit au titre des monuments historiques en 1931[29].
- Croix : on note cinq croix à Saint-Pierre-Les-Étieux :
  - Le bénitier: il provient du cimetière situé près de l'église. Il a été trouvé dans la terre et est très ancien. En forme de croix, il a été creusé au sommet pour contenir l'eau bénite. Il est entreposé dans la chapelle de l'église.
  - La croix celtique: elle se situe dans l'angle de la rue Froide et de la rue Chaude. Elle provient de l'ancien cimetière qui se trouvait à côté de l'église. Cette croix était posée au-dessus d'une tombe.
  - On trouve une croix identique dans le cimetière.
  - Croix située en face du cimetière, c'est une croix de mission. Elle a été restaurée en 1982.
  - croix de carrefour situé au lieu-dit Morins, posée par Louis Chapelard en 1878.
- Le pigeonnier a été créé dans les années 1400. Il est fait de pierres et d'enduit. Il faisait partie d'un manoir de cinq tours.

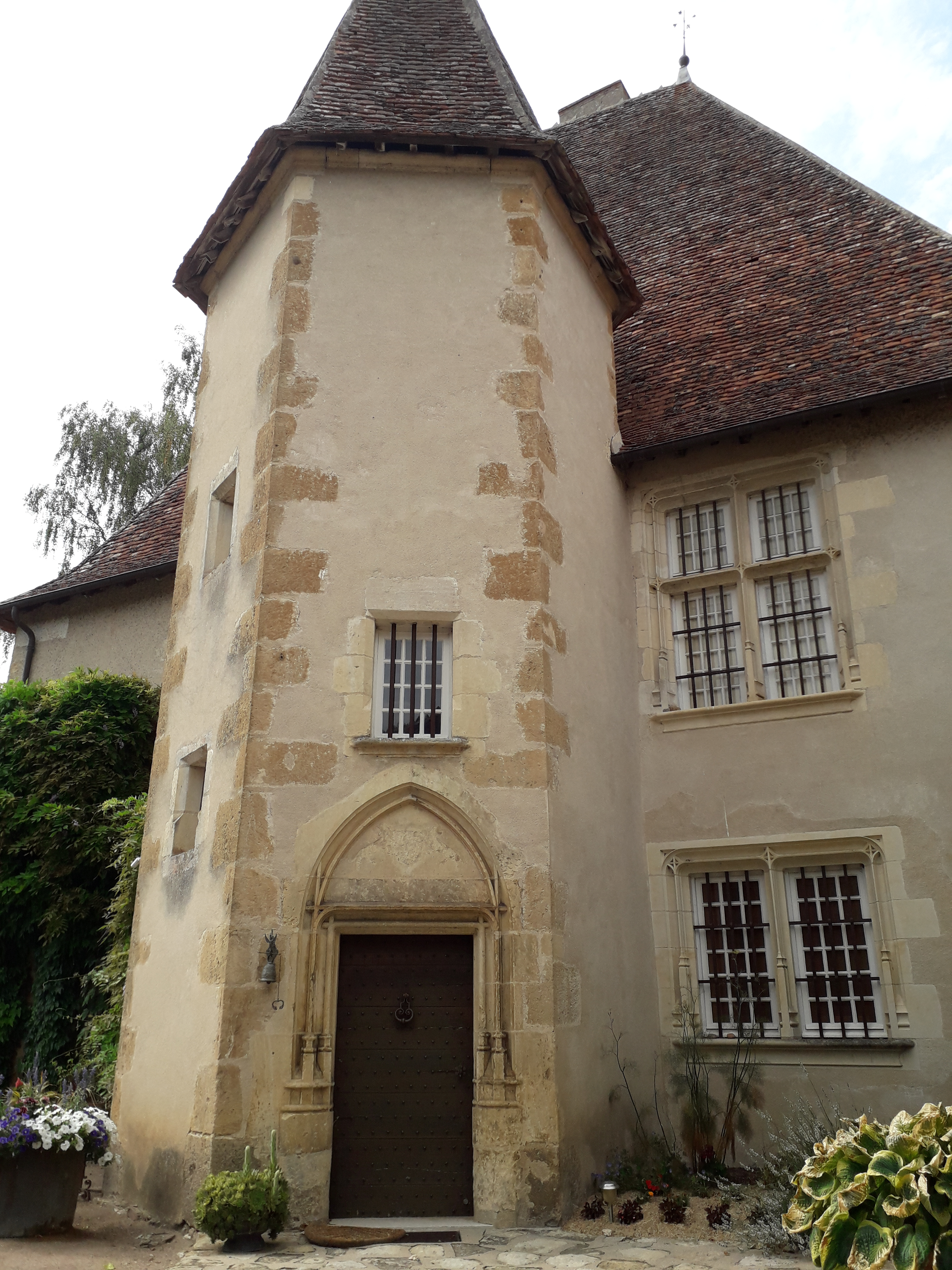
Pigeonnier de Saint Pierre Les Etieux
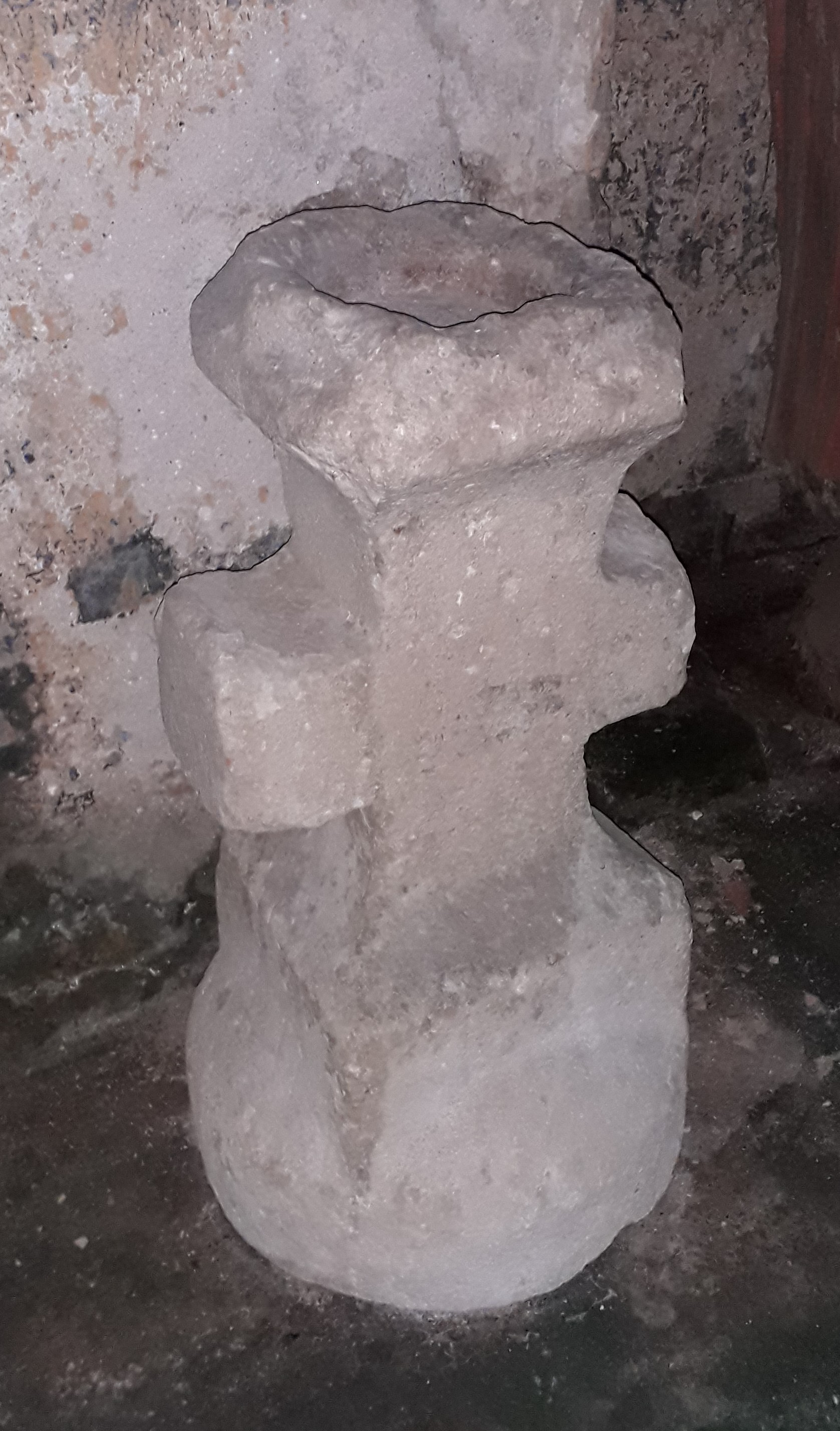
Croix dite Bénitier
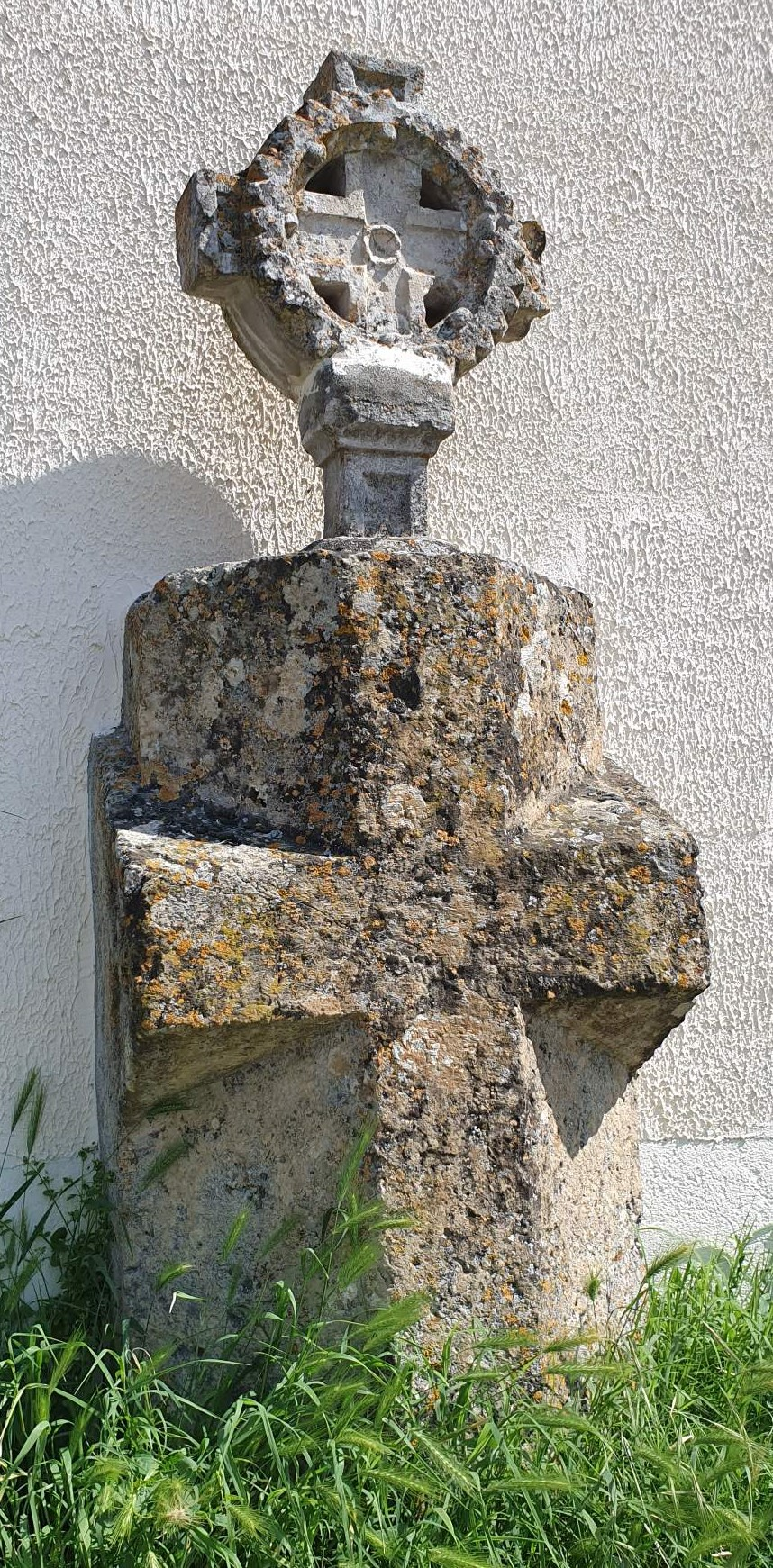
Croix celtique rue froide
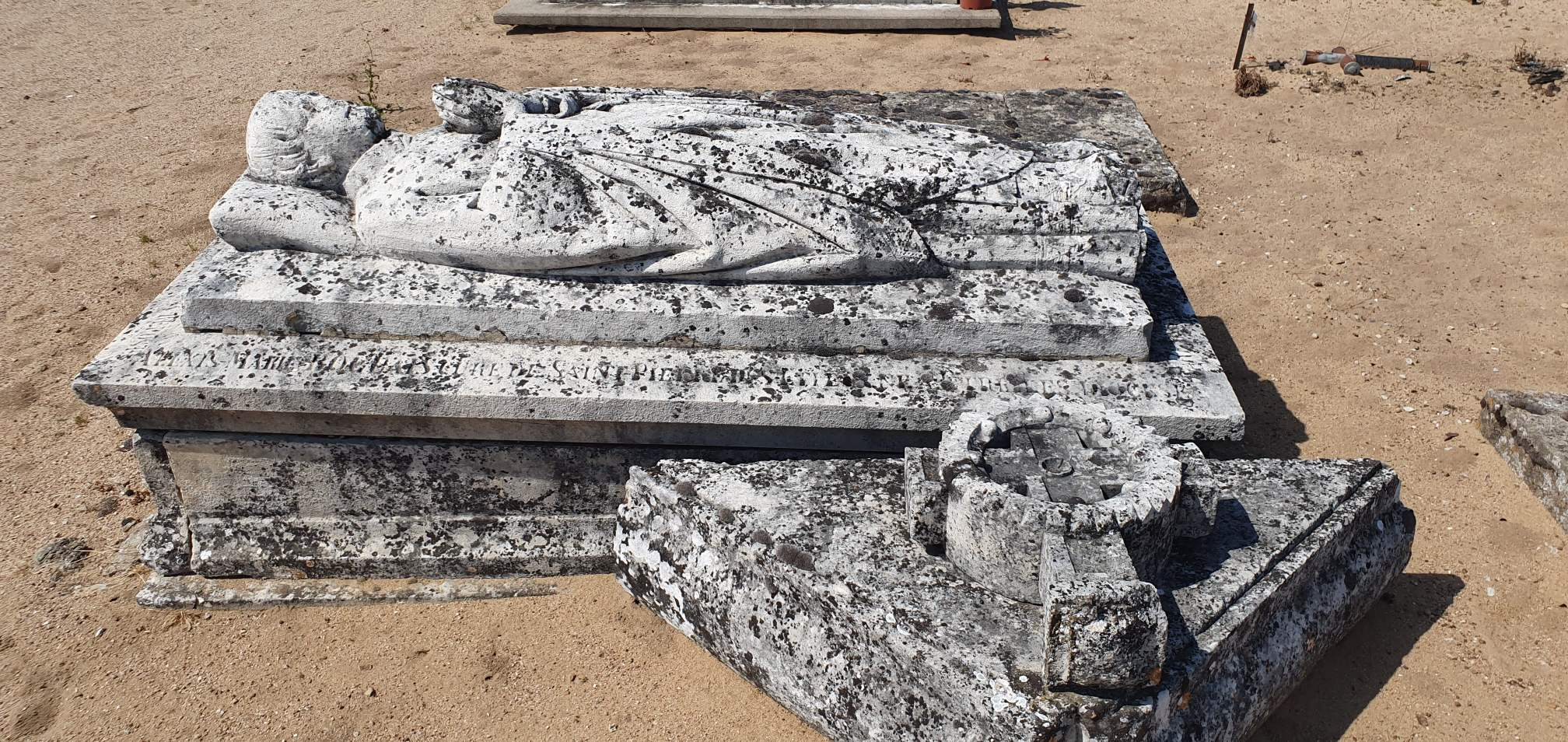
Croix celtique cimetière
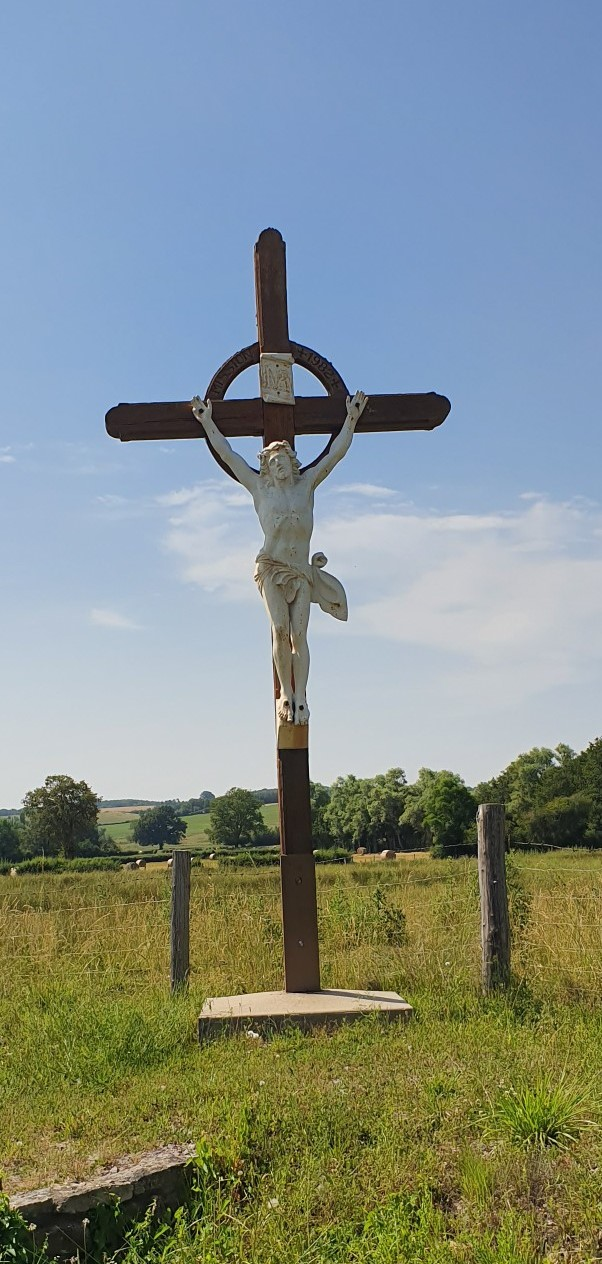
Croix de mission située en face du cimetière

### Personnalités liées à la commune
- Jean Soulat (1852-1936), inventeur entrepreneur industriel, pionnier de l'électromécanique, né à Saint-Pierre-les-Étieux.

### Héraldique
| Blason de Saint-Pierre-les-Étieux | Blason  | De sinople à la fasce ondée abaissée d'argent surmontée de deux clés d'or passées en sautoir. |
| Blason de Saint-Pierre-les-Étieux | Détails | Le statut officiel du blason reste à déterminer.                                              |

## Pour approfondir